# Цветочники
Цветоеды, или цветочники (лат. Anthonomus) — род жуков-долгоносиков (Curculionidae).
Характеризуются положением усиков в передней половине хоботка, элитрами более широкими, чем грудной щит, и расширенными в своей задней части, длинными ногами.
Название „цветочники“ получили потому, что их личинки живут в цветочных почках, завязи и плодах, преимущественно молодых, различных плодовых деревьев. 
Все они имеют способность «притворяться мёртвыми», то есть впадают в каталепсию при прикосновении, испуге и т. п. и при этом, подтянув хоботок и вытянув ноги, падают на землю.
Род включает 558 видов, из которых большая часть расселена в Америке, 395 видов в Южной, а 121 — в Северной. Палеарктику заселяет около 70 видов, на территории России встречается 32 вида. В ископаемом состоянии известен из доминиканского янтаря. 
Некоторые виды
- Anthonomus aino Kôno, 1939
- Anthonomus bisignifer Schenkling, 1934
- Anthonomus bituberculatus Thomson, 1868
- Anthonomus brunnipennis Curtis, 1840
- Anthonomus conspersus Desbrochers, 1868
- Anthonomus consors
- Anthonomus corvulus
- Anthonomus cribratellus Reitter, 1915
- Anthonomus elutus
- Anthonomus elongatus
- Anthonomus eugenii
- Anthonomus grandis (Boheman, 1843)
- Anthonomus haematopus
- Anthonomus humeralis (Panzer, 1794)
- Anthonomus kirschi Desbrochers, 1868
- Anthonomus latior Pic, 1902
- Anthonomus lecontei
- Anthonomus molochinus
- Anthonomus monostigma
- Anthonomus morosus Faust, 1891
- Anthonomus morticinus
- Anthonomus musculus
- Anthonomus nigrinus
- Anthonomus pedicularius (Linnaeus, 1758)
- Anthonomus phyllocola (Herbst, 1795)
- Anthonomus pictus
- Anthonomus pinivorax Silfverberg, 1977
- Anthonomus pomorum (Linnaeus, 1758)
- Anthonomus pyri Gyllenhal, 1835
- Anthonomus quadrigibbus
- Anthonomus rectirostris (Linnaeus, 1758)
- Anthonomus reichardti Ter-Minassian, 1948
- Anthonomus rubi (Herbst, 1795)
- Anthonomus rubripes Gyllenhal, 1835
- Anthonomus rufus Gyllenhal, 1835
- Anthonomus santacruzi
- Anthonomus semenovi Ter-Minassian, 1948
- Anthonomus signatus
- Anthonomus sorbi Germar, 1821
- Anthonomus spilotus L.Redtenbacher, 1847
- Anthonomus subchalybaeus Reitter, 1915
- Anthonomus subfasciatus
- Anthonomus tenebrosus
- Anthonomus terreus Gyllenhal, 1835
- Anthonomus ulmi (DeGeer, 1775)
- Anthonomus undulatus Gyllenhal, 1835
- Anthonomus yuasai Kôno, 1939